# Rihanna
Robyn Rihanna Fenty (ree-YAH-nə; sinh ngày 20 tháng 2 năm 1988) là một nữ ca sĩ kiêm doanh nhân người Barbados. Sinh ra tại Saint James, Barbados và lớn lên tại Bridgetown, trong suốt năm 2003, cô bắt đầu ghi âm những cuốn băng thu thử dưới sự chỉ đạo của nhà sản xuất thu âm Evan Rogers rồi ký được một hợp đồng thu âm với hãng đĩa Def Jam Recordings sau khi tham gia buổi thử giọng với chủ tịch hãng đĩa, nam rapper Jay-Z. Năm 2005, Rihanna đạt đến danh vọng sau khi phát hành album phòng thu đầu tay mang tên Music of the Sun và album kế tiếp mang tên A Girl like Me (2006). Hai album lọt vào top 10 trên bảng xếp hạng Billboard 200 của Hoa Kỳ và bao gồm những đĩa đơn "Pon de Replay", "SOS" và "Unfaithful".
Cô đảm nhiệm việc sáng tạo nghệ thuật cho album phòng thu thứ ba, Good Girl Gone Bad (2007), và được công chúng công nhận là một biểu tượng sex trong khi đang tiếp tục sáng tác âm nhạc. Đĩa đơn đầu tiên của album, "Umbrella", trở thành một nhạc phẩm đạt thành công đột phá và vươn xa tầm quốc tế trong sự nghiệp của Rihanna và đã mang về cho Rihanna một giải Grammy tại lễ trao giải Grammy lần thứ 50 vào năm 2008. Vào các năm tiếp theo, cô cho ra mắt bốn album liên tiếp và được cấp chứng nhận Bạch kim bởi Hiệp hội Công nghiệp Ghi âm Hoa Kỳ, bao gồm một album đã đạt một giải Grammy mang tựa đề Unapologetic (2012). Album phòng thu thứ tám của cô, Anti (2016), đạt vị trí quán quân trên bảng xếp hạng Billboard 200 và sau này trở thành một trong số những album có số lượt stream cao nhất của năm. Nhiều bài hát của nữ ca sĩ đã được xếp hạng trong danh sách đĩa đơn bán chạy nhất mọi thời đại, bao gồm các đĩa đơn "Umbrella", "Take a Bow", "Disturbia", "Only Girl (In the World)", "S&M", "We Found Love", "Diamonds", "Stay", "Work" (với vai trò của Rihanna là nghệ sĩ hát chính); nhạc phẩm hợp tác "Live Your Life" (cùng với T.I.), "Love the Way You Lie" và "The Monster" (cùng với Eminem).
Được công nhận là một biểu tượng đương đại của dòng nhạc pop, Rihanna là một trong những nghệ sĩ âm nhạc bán đĩa nhạc chạy nhất, với hơn 250 triệu bản thu âm được bán ra trên toàn cầu. Rihanna còn là nghệ sĩ trẻ tuổi nhất sở hữu 14 đĩa đơn quán quân trên bảng xếp hạng Billboard Hot 100 và hơn 31 đĩa đơn lọt vào top 10. Cô được vinh danh bởi tạp chí Billboard là Digital Songs Artist (Nghệ sĩ của những bài hát kỹ thuật số) của thập niên 2000, nghệ sĩ quán quân bảng xếp hạng Hot 100 của thập niên 2010, đồng thời cũng là nghệ sĩ đứng đầu bảng xếp hạng Pop Songs của mọi thời đại. Thêm vào đó, nữ ca sĩ còn là nghệ sĩ có nhiều lượt stream nhất trên Spotify.
Rihanna đã giành được tổng cộng 9 giải Grammy, 12 giải Âm nhạc Mỹ và 12 giải thưởng Âm nhạc Billboard. Ngoài ra, cô còn nhận được các giải thưởng American Music Award for Icon vào năm 2013 và Michael Jackson Video Vanguard Award Năm 2014, Rihanna đoạt được thành tựu Fashion Icon (Biểu tượng thời trang) trọn đời do Council of Fashion Designers of America (Hội đồng những nhà thiết kế thời trang Mỹ) trao tặng. Năm 2012, Rihanna được tạp chí Forbes xếp vào vị trí thứ tư trong danh sách những người nổi tiếng quyền lực nhất và được tạp chí Time xếp vào danh sách những nhân vật có tầm ảnh hưởng lớn nhất trên thế giới.
Rihanna được chỉ định vào vai trò Đại sứ cho chính phủ Barbados vào năm 2018, với nhiệm vụ là thúc đẩy "giáo dục, du lịch và đầu tư" cho đất nước quê hương mình. Năm 2021, cô nhận danh hiệu Anh hùng dân tộc Barbados trong ngày đất nước này tuyên bố là nước cộng hòa.

## Cuộc đời và sự nghiệp

### 1988-2004: Tuổi trẻ và khởi đầu sự nghiệp
Rihanna sinh ra tại Saint Michael, Barbados vào ngày 20 tháng 2 năm 1988, là con của Monica, một kế toán và Ronald Fenty, một quản đốc nhà kho. Mẹ cô là người Guyana, và cha cô là người Barbados gốc Ireland. Cô là người chị cả trong 3 chị em; 2 đứa em nhỏ là Rorrey và Rajad Fenty. Cô bắt đầu ca hát khi lên 7. Thời thơ ấu của cô bị ảnh hưởng nặng nề bởi chứng nghiện chất kích thích của người cha và cuộc hôn nhân không mấy vững chắc của bố mẹ, và đã ly dị khi cô lên 14 tuổi. Rihanna học trường Charles F. Broome Memorial, một trường tiểu học ở Barbados, sau đó là trường Combermere, nơi cô thành lập một nhóm nhạc với hai người bạn cùng lớp vào năm 15 tuổi. Năm 2004, cô giành giải Hoa khôi Sắc đẹp tại trường Combermere. Cô từng là một thiếu sinh quân đội trong một chương trình huấn luyện quân sự với quân đội Barbados và Shontelle là người huấn luyện cho cô.
Vào năm 2003, một số người bạn đã giới thiệu Rihanna và 2 người bạn trong nhóm nhạc của cô ấy cho nhà sản xuất và thu âm Evan Rogers, khi ông đang đi nghỉ mát với vợ ở Barbados. Cả nhóm đã thử giọng cho Rogers nghe, và ông đã nói "phút giây mà Rihanna bước vào căn phòng, tôi có cảm giác rằng hai cô gái kia không tồn tại." Khi thử giọng cho Rogers, Rihanna đã hát bài "Emotion" của nhóm nhạc đình đám Destiny’s Child. Trong những năm tiếp theo, Rihanna và mẹ của mình đã qua lại liên tục nhà của Rogers tại Stamford, Connecticut. Sau đó, vừa bước qua tuổi 16, cô di cư sang Hoa Kỳ và chuyển đến sống chung với Rogers và vợ của ông. Carl Sturken đã giúp đỡ cô ấy thu âm bốn bài hát demo, bao gồm bản ballad "Last Time", một bản cover hit của Whitney Houston – "For the Love of You" và bài hát đã trở thành bản hit đầu tiên của cô "Pon de Replay", rồi gửi cho các công ty thu âm khác nhau. Phải mất một năm để thu âm các bản demo này, bởi vì Rihanna đang đi học và chỉ thu âm được vào suốt mùa hè và dịp lễ Giáng sinh. Các bài hát này đã được Def Jam chấp thuận, và Jay-Z – chủ tịch hãng thu âm đã mời cô tham gia buổi thử giọng trực tiếp và nhanh chóng ký hợp đồng với Rihanna.

### 2005-2006:Music of the SunvàA Girl Like Me
Sau khi hát cho Def Jam, cô dành 3 tháng tiếp theo để thu âm và hoàn thành album đầu tay của chính mình. Album được hợp tác sản xuất bởi Evan Rogers, Carl Sturken, Stargate và Poke & Tone. Cô lần đầu tiên cộng tác cùng với Memphis Bleek trong album phòng thu thứ tư của anh, 534 trước khi cô ra mắt. Cô phát hành đĩa đơn đầu tay của mình "Pon de Replay", vào ngày 22 tháng 8 năm 2005 và đạt được vị trí thứ 2 trên bảng xếp hạng Billboard Hot 100 và bảng xếp hạng UK Singles Chart. Bài hát trở thành hit toàn cầu khi đạt vị trí top 10 tại 15 quốc gia khác nhau. Album đầu tiên của cô, Music of the Sun, được phát hành vào tháng 8 năm 2005 tại Mỹ. Album đạt vị trí số 10 trên Billboard 200, bán được hơn 69,000 bản trong tuần đầu tiên. Album bán hơn 2 triệu bản trên toàn thế giới và nhận được chứng nhận đĩa vàng bởi Hiệp hội Công nghiệp Thu âm Mỹ, bán được hơn 500,000 đĩa.
Âm nhạc của cô được giới thiệu trên thị trường với thể loại reggae vì cô vốn là người gốc Caribbean. Album đã nhận được rất nhiều đánh giá khác nhau từ các nhà phê bình âm nhạc. Tạp chí Rolling Stone đánh giá 2 sao rưỡi trên 5 sao và cho đó là một album không đáng để nghe lại, tính khéo léo và nhịp điệu của các đĩa đơn với "giọng hát chung chung, hơi trục trặc và quá kiểu cách" khi chuyển điệu R&B nhờ vào "nét quyết rũ của người Caribbean". Sal Cinquemani của tạp chí Slant mô tả album như là "một ca sĩ tuổi teen hát R&B ở mấy quán rượu" và mô tả đĩa đơn đầu tay của Rihanna "Pon de Replay" như "một hỗn hợp dance và pop nhưng hơi vội vã và mang một chút "Baby Boy" của Beyoncé. Một nhận xét từ tờ Entertainment Weekly cho rằng "Chất dance và R&B trong album thật là rẻ tiền và cách soạn nhạc thì quá ủy mị, đã làm nên Music of the Sun". Đĩa đơn thứ 2 từ album "If It's Lovin' that You Want" đạt được ít thành công hơn "Pon de Replay", và đã đạt vị trí 63 ở Mỹ, vị trí 11 ở bảng xếp hạng UK Singles Chart. Tại Australia, Ireland và New Zealand đĩa đơn nằm trong top 10 tại các nước này.
Một tháng sau khi phát hành album đầu tay của riêng mình, cô bắt đầu làm việc cho album phòng thứ hai. Album được sản xuất bởi Evan Rogers và Carl Sturken, người đã sản xuất hầu hết các bài hát trong album đầu tiên của cô, Stargate, J. R. Rotem và ca sĩ –nhạc sĩ Ne-Yo. Trong thời gian thu âm album, Rihanna đã hát mở màn cho một liveshow của Gwen Stefani để quảng bá album đầu tay của mình. Đĩa đơn đầu tiên, "SOS", đạt vị trí số một trên bảng xếp hạng Billboard Hot 100, trở thành đĩa quán quân đầu tiên của cô ở Hoa Kỳ. A Girl Like Me được phát hành vào tháng 4 năm 2006, trễ hơn 6 tháng sau khi cô ấy debut. Album đạt được vị trí thứ 5 trên bảng xếp hạng Billboard 200, bán hơn 115,000 bản trong tuần đầu tiên và được chứng nhận đĩa bạch kim bởi RIAA bởi hơn 1 triệu đĩa bán ra. Ở quốc tế, album đạt vị trí số 1 trên bảng xếp hạng Top Canadian Albums, số 5 trên UK Albums Chart và Irish Album Chart. Các nhận xét phê bình album rất khác nhau; tạp chí Rolling Stone nhận xét rằng: "Như album đầu tiên quá nhồi nhét của cô ấy, đây là một thứ tương tự nhưng tốt hơn một chút và chẳng mang bất cứ sự khéo léo nào trong đĩa đơn đầu tiên". Các nhà phê bình mô tả album như một đĩa thu âm từ đầu đến cuối xen kẽ dancehall/dup-pop vui tươi, một chút cảm hứng hiphop thô và vồn vã, chất ballad trưởng thành. Đĩa đơn thứ 2, "Unfaithful", trở thành một hit lớn trên toàn thế giới, đạt vị trí top ten ở hơn 12 nước trên thế giới, bao gồm Mỹ – đạt vị trí thứ 6, đồng thời đứng đầu bảng xếp hạng các nước Canada, Pháp và Thụy Sĩ. Đĩa đơn thứ ba của album, "We Ride" không lập lại được thành công từ đĩa đơn đầu tiên nhưng đĩa đơn thứ 4, "Break It Off" hợp tác cùng Sean Paul, đã nhảy từ vị trí 52 lên vị trí 10 rồi thậm chí đạt đến vị trí số 9. Sau khi phát hành album, Rihanna bắt tay thực hiện tour diễn đầu tiên của mình, Rihanna: Live in Concert Tour. Sau đó cô làm tiếp tour Rock The Block Tour và tiếp nữa là tour với Pussycat Dolls từ tháng 11 năm 2006 đến tháng 2 năm 2007 ở Anh Quốc. Rihanna cũng bắt đầu có vai diễn đầu tiên với vai trò khách mời trong bộ phim DVD Bring It On: All or Nothing, phát hành vào ngày 8 tháng 8 năm 2006.

### 2007-2008:Good Girl Gone Bad
Với album phòng thu thứ ba của mình, ’’Good Girl Gone Bad’’ (2007), Rihanna muốn đi một hướng mới với sự giúp đỡ của các nhà sản xuất âm nhạc như Timbaland, will.i.am và Sean Garrett, tạo lại hình ảnh cho việc sáng tác album của cô với sự tươi trẻ, nhịp điệu nhanh. Cô sử dụng hình ảnh nổi loạn hơn khi thu âm cho album, thậm chí đã nhuộm đen và cắt tóc ngắn. Rihanna giải thích rằng: "Tôi muốn làm cho mọi người luôn lắc lư và nhảy theo nhạc nhưng đồng thời vẫn rất sâu lắng. Các bạn cảm thấy mỗi album đều khác nhau, và trên sân khấu tôi cảm giác như tôi muốn hát những bài có nhịp điệu thật sôi động". Album đứng đầu các bảng xếp hạng ở các nước như Anh, Canada, Nhật Bản, Brazil, Nga và Ireland, đạt vị trí thứ 2 ở Hoa Kỳ và Úc. Không giống như các lần trước, album phối hợp âm nhạc dance-pop thay vào dancehall, reggae hay phong cách ballad. Album nhận được những đánh giá tích cực bởi các nhà phê bình, trở thành album có nhận xét tích cực nhất của cô so với những nỗ lực trước đây.

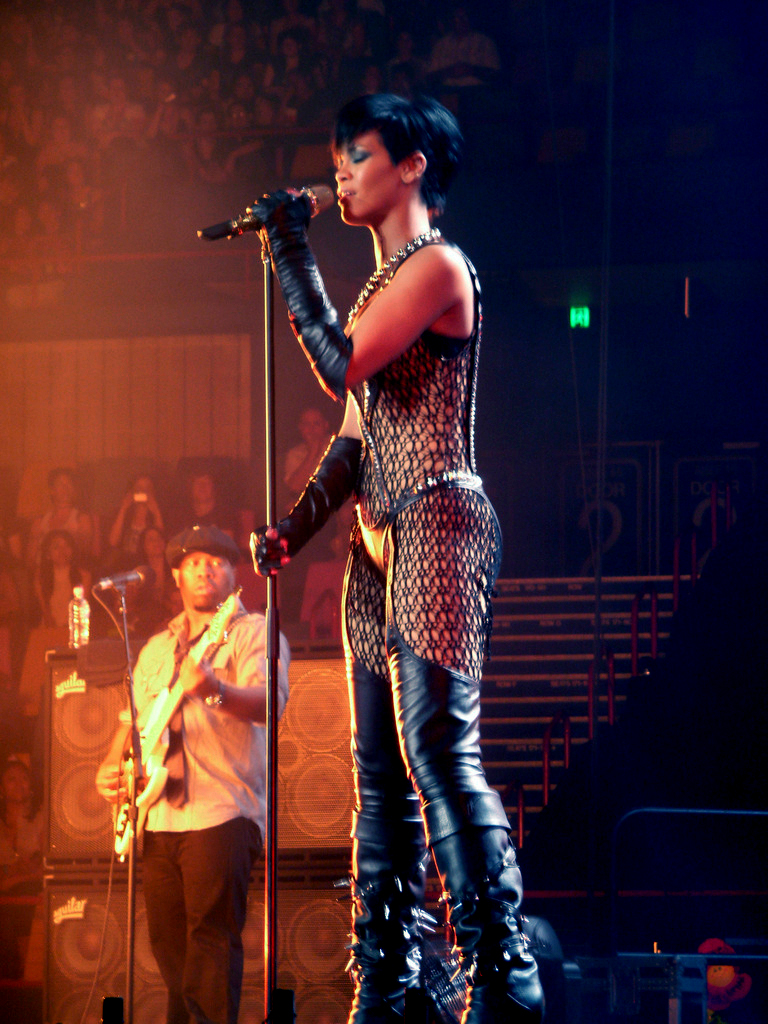
Rihanna biểu diễn tại Brisbane Entertainment Centre

Album mang lại 8 đĩa đơn hit – tất cả đĩa đơn đều trong top 12 ở Billboard Hot 100 — bao gồm cả đĩa đơn quán quân – một hit toàn cầu – "Umbrella" hợp tác với Jay-Z. Ngoài một số vị trí quán quân ở các nước khác nhau, "Umbrella" còn là đĩa đơn quán quân ở Anh trong 10 tuần liên tiếp, trở thành đĩa đơn đứng vị trí số 1 lâu nhất chỉ sau đĩa đơn "Love Is All Around" của Wet Wet Wet với 15 tuần đứng đầu vào năm 1994. Bài hát nằm thứ 3 trong danh sách 100 bài hát hay nhất năm 2007 được công bố bởi tạp chí Rolling Stone. Một số đĩa đơn khác, "Shut Up and Drive", "Don't Stop The Music" and "Hate That I Love You" cũng đi theo sự thành công của "Umbrella," với "Don't Stop the Music" đạt vị trí số 3 trên bảng xếp hạng Billboard Hot 100 trong khi đó đạt vị trí số 1 tại một số quốc gia khác nhau. Một bản phát hành lại của album thứ 3 này, tựa đề Good Girl Gone Bad: Reloaded, phát hành vào tháng 6 năm 2008. Rihanna phát hành đĩa đơn đầu tiên trong album này "Take a Bow" — trở thành một hit quán quân toàn cầu — bản song ca với Maroon 5, "If I Never See Your Face Again," và một hit quán quân tại Mỹ là "Disturbia." "Disturbia" đạt vị trí số 4 trước khi đạt vị trí quán quân, nhưng album trước đó, "Take a Bow" đạt vị trí số 2, Rihanna trở thành nữ ca sĩ đứng thứ 7 khi có 2 bài hát trong top 5. Trong khi đó, Rihanna đã hợp tác với rapper T.I. với bài hát "Live Your Life," đạt vị trí số 1 trên bảng xếp hạng Billboard Hot 100, đem lại cho Rihanna đĩa đơn số 1 thứ 5 trên Hot 100 kể từ "SOS," "Umbrella", "Take a Bow" và "Disturbia". Nhờ đó Rihanna trở thành một trong 2 nữ ca sĩ solo có nhiều đĩa quán quân nhất cùng với Beyoncé Knowles. Album bán được 2 triệu đĩa ở Hoa Kỳ, nhận 2 chứng nhận đĩa bạch kim từ RIAA, trở thành album bán chạy nhất của Rihanna cho đến nay.
Rihanna được đề cử 4 hạng mục tại MTV Video Music Awards 2007, thắng giải ‘’Đĩa đơn của năm’’, và ‘’Video của năm’’. Tại lễ trao giải 2008 Grammy Awards, Rihanna có được giải Grammy đầu tiên với giải Hợp tác Rap/Hát hay nhất, ngoài ra còn 5 đề cử khác, bao gồm Thu âm của năm, Thu âm nhạc nhảy xuất sắc nhất, Màn hợp tác R&B nhóm hoặc đôi hiệu quả nhất và Bài hát R&B hay nhất. Để hỗ trợ quảng bá album, cô bắt đầu tour diễn thứ 2 The Good Girl Gone Bad Tour vào ngày 12 tháng 9 năm 2007, với một vài show diễn vòng quanh Hoa Kỳ, Canada và châu Âu. và sau đó bắt tay vào Glow in the Dark Tour với Kanye West, Lupe Fiasco, và N.E.R.D vào ngày 16 tháng 4 năm 2008. Rihanna đoạt giải Ca sĩ nữ Pop/Rock được yêu thích nhất và Ca sĩ nữ Soul/R&B được yêu thích nhất tại lễ trao giải American Music Awards (2008). Vào tháng 12 năm 2008, Margeaux Watson tạp chí Entertainment Weekly viết một bài báo với tự đề "Rihanna: Diva of the year", mà ông gọi là sự thành công đột phá của Rihanna trong năm 2008.

### 2009: Bị bạn trai hành hung vàRated R
Vào ngày 8 tháng 2 năm 2009, lịch biểu diễn của Rihanna tại lễ trao giải Grammy lần thứ 51 năm 2009 đã bị hủy bỏ. Các tin đồn khẳng định Rihanna có một vụ cãi nhau với bạn trai vào thời điểm đó của cô là nam ca sĩ Chris Brown, sau đó anh ta bị bắt giữ vì nghi ngờ có đe dọa bạo lực. Vào ngày 5 tháng 3 năm 2009, Brown bị buộc tội tấn công và sử dụng bạo lực để đe dọa. Một bức ảnh bị lộ ra từ Sở cảnh sát Los Angeles và được phát tán trên mạng bởi trang web TMZ.com – đã lộ ra hình ảnh Rihanna với các thương tích trên mặt – một tổ chức được biết cái tên STOParazzi đã đề xuất một đạo luật gọi là "Đạo luật Rihanna" trong đó, nếu được ban hành, thì sẽ "ngăn chặn các nhân viên thực thi pháp luật đưa ra những hình ảnh hoặc thông tin nhằm lợi dụng và khai thác nạn nhân." Gil Kaufman của VH1 phát biểu "sẽ không ngừng đưa tin về vụ án của Rihanna/Brown, đưa ra các con số về vấn đề liên quan đến sự riêng tư của nạn nhân bạo lực gia đình, bao gồm cả các phán quyết của toà án trên đài phát thanh để tiết lộ danh tính của nạn nhân—một việc ít khi được thực hiện về hiện trạng bạo lực gia đình." Và cả về sự phân phát gây tranh cãi của các tấm ảnh bị rò rĩ. Rihanna ra hầu tòa làm chứng trong phiên điều trần sơ bộ tại L.A. vào ngày 22 tháng 6 năm 2009. "DA nói với tôi là Rihanna sẽ ra hầu tòa. Tôi chấp nhận. Tôi sẽ thay mặt cô ấy chấp nhận". Luật sư của Rihanna, Donald Etra nói trên tạp chí Us Weekly. Vào ngày 22 tháng 6 năm 2009, Brown đã nhận tội hành hung. Với lời bào chữa của Brown, anh ta đã nhận 5 năm quản chế và buộc phải ở cách xa Rihanna 45 met, trừ khi tại các sự kiện quần chúng, thì sẽ giảm xuống là 9 met.

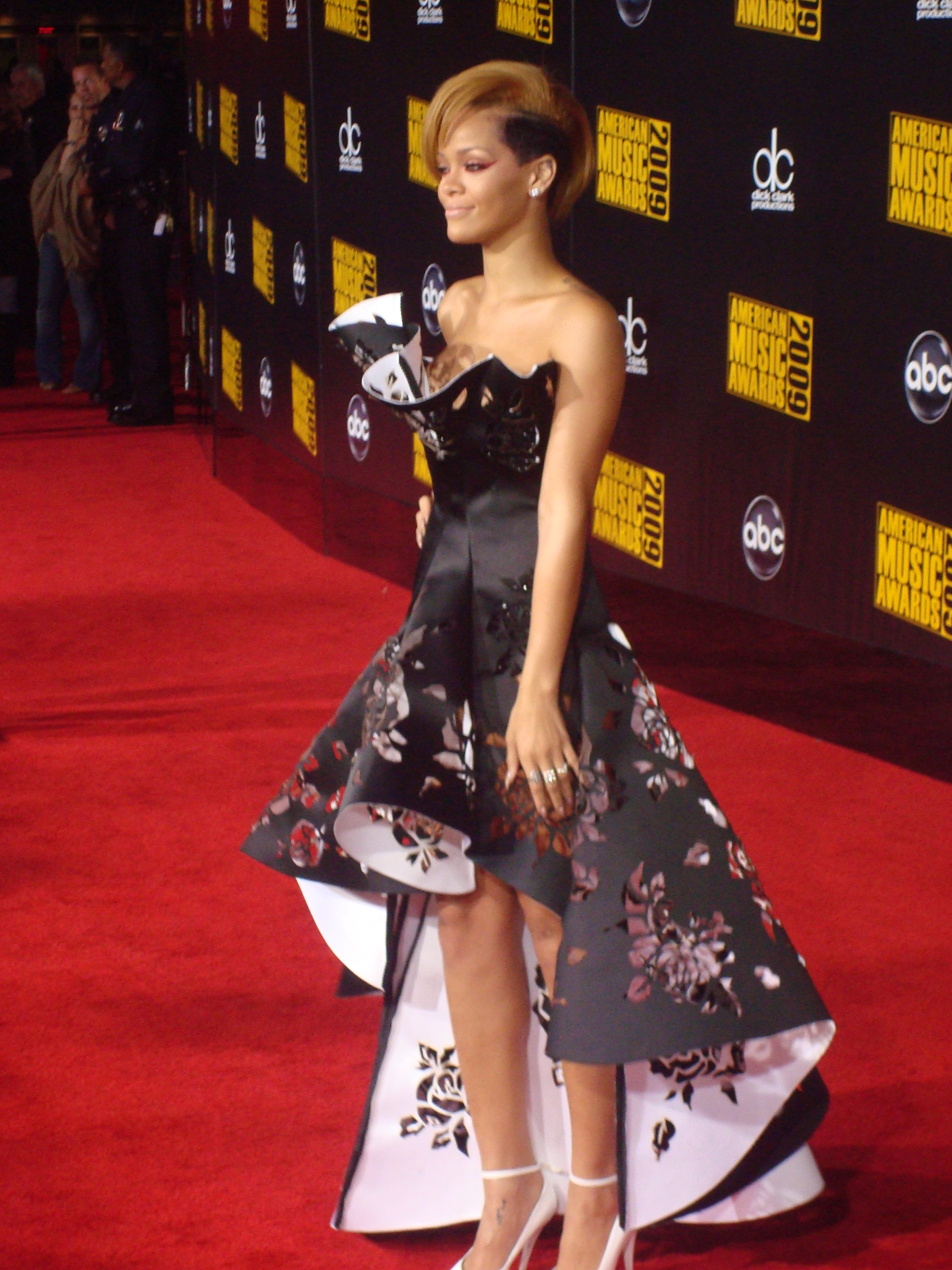
Rihanna tại thảm đỏ lễ trao giải AMA.

Rihanna xuất hiện là một nhân vật trung tâm trong video âm nhạc của Kanye West – "Paranoid". Cô cũng hợp tác với Jay-Z và West trong bài hát "Run This Town", đã đạt vị trí số 2 trên bảng xếp hạng Billboard Hot 100 đồng thời đứng trong top ten tại 10 nước khác nhau. Bài hát đoạt giải Grammy cho ‘’Ca khúc rap xuất sắc nhất’’ và ‘’Hợp tác Rap/Hát hiệu quả nhất’’, mang lại cho cô ấy tổng cộng 3 giải Grammy. Album phòng thu thứ tư của cô, Rated R, được phát hành vào tháng 11 năm 2009. Rolling Stone có nhận xét tốt đối với album, cho rằng "Rihanna đã thay đổi giọng hát của mình và tạo nên những bài thu âm tốt nhất của năm." Album ra mắt ở vị trí thứ 4 trên bảng xếp hạng Billboard 200 và được chứng nhận đĩa bạch kim bởi Hiệp Hội Công nghiệp Thu âm Mỹ (RIAA) cho 1 triệu bản được bán ra. Ba đĩa đơn đầu tiên "Russian Roulette", "Hard" và "Rude Boy" đã đạt vị trí cao trong top 10 tại Billboard Hot 100 với "Rude Boy" đạt vị trí số 1. Bài hát cũng đứng đầu một số bảng xếp hạng tại Úc, đạt vị trí thứ 2 tại Vương quốc Anh, Cộng hòa Ireland, New Zealand và Thụy Sĩ. Vào tháng 1 năm 2010, Rihanna đoạt 2 giải Barbados Music Awards cho "Bài hát của Thập kỷ" với "Umbrella" và "Ca sĩ của thập kỷ". Cô được xưng danh là "Nữ ca sĩ quốc tế của năm" tại lễ trao giải NRJ Music Awards năm 2010. Hai đĩa đơn khác cũng đã phát hành từ Rated R, bao gồm "Wait you turn", "Rockstar 101" và đĩa đơn cuối cùng của album, "Te Amo". Để tiếp tục đẩy mạnh album của mình, cô bắt tay vào tour diễn toàn cầu Last Girl on Earth Tour.

### 2010–2011:LoudvàTalk That Talk
Trong mùa hè, Rihanna hợp tác với rapper Eminem trong "Love the Way You Lie", bài hát đạt vị trí số 1 trên bảng xếp hạng Billboard Hot 100, cũng như các nước khác bao gồm Úc, Canada, Ireland, New Zealand, Na Uy và Thụy Điển. Bài hát trở thành đĩa đơn quán quân thứ 7 trên Hot 100 trong sự nghiệp của cô, trở thành nghệ sĩ nữ với nhiều đĩa quán quân nhất (5 đĩa đơn) trong lịch sử bảng xếp hạng. Vào tháng 8 năm 2010, doanh số bán đĩa của Rihanna được công khai tại Madame Tussauds ở Washington. Rihanna được Kanye West mời hợp tác vào khoảng tháng 8 năm 2010 để góp mặt trong "All of the Lights", bài hát thứ 5 trong album phòng thu thứ năm của West, My Beautiful Dark Twisted Fantasy. Trong một cuộc phỏng vấn với MTV, Rihanna nói rằng cô "yêu" bài hát, anh ta cũng từng hợp tác với một vài nghệ sĩ khác, kể cả nhưng không ngoại lệ với Alicia Keys, John Legend, Fergie và Elton John. Vào ngày 19 tháng 10 năm 2010, Rihanna phát hành một cuốn sách của riêng mình, và hiện đang làm việc với bộ phim Peter Berg, Battleship, theo kế hoạch sẽ trình chiếu vào năm 2012. Vào ngày 20 tháng 10 năm 2010, Rihanna nói rằng cô sẽ không làm việc với quản lý Marc Jordan nữa và từ nay trở về sau sẽ dưới quyền quản lý của Ban quản lý Roc Nation của công ty Jay-Z. Cô cũng bắt đầu mở công ty riêng của mình, Rihanna Entertainment, và cô sẽ "hợp nhất tất cả mục đích kinh doanh của mình bao gồm âm nhạc, phim ảnh, nước hoa, thời trang và kinh doanh sách".
Rihanna phát hành album phòng thu thứ năm của mình, Loud, vào ngày 16 tháng 11 năm 2010. Album ra mắt ở vị trí thứ 3 trên Billboard 200, bán được 207,000 bản trong tuần đầu tiên, trở thành album nằm trong top 10 của Rihanna ở Mỹ với tuần bán được nhiều nhất. Đĩa đơn mở đầu, "Only Girl (In the World)", được phát hành bản kỹ thuật số ở Mỹ vào tháng 9 năm 2010. Sau vài tuần, bài hát đạt vị trí quán quân trên bảng xếp hạng Billboard Hot 100. "Only Girl" cũng đạt vị trí số một tại các nước khác bao gồm Úc, Canada, và Anh. Đĩa đơn thứ hai của album, "What's My Name?", hợp tác với rapper Drake, cũng đạt vị trí số một trên Billboard Hot 100. Mặc dù đó là đĩa đơn thứ hai trích từ album Loud, đã đứng đầu bảng xếp hạng trước cả đĩa đơn đầu tiên, "Only Girl (In the World)", đây là lần đầu tiên trong lịch sử bảng xếp Hot 100 có đĩa đơn ra mắt album đầu tiên đạt vị trí số một sau đĩa đơn thứ 2.
Vào ngày 5 tháng 12 năm 2010, Rihanna đã có ba bài hát đạt top 10 ở bảng xếp hạng UK singles chart với "Only Girl (In the World)" ở vị trí số 7, "What's My Name?" ở vị trí số 8 và đĩa đơn hợp tác với David Guetta mang tên "Who's That Chick?" vị trí số 9.. Vào ngày 9 tháng 1 năm 2011, cả ba bài hát này lại nằm trong top 10 UK singles chart với "What's My Name?" ở vị trí số 1, "Only Girl (In The World)" ở vị trí số 9, và đĩa đơn hợp tác với David Guetta "Who's That Chick?" ở vị trí số 10.
Vào ngày 9 tháng 1 năm 2011, "What's My Name?" đứng đầu bảng xếp hạng chính thức ở Anh – UK singles chart, đem lại cho Rihanna kỷ lục là nghệ sĩ nữ solo đầu tiên có 5 đĩa đơn quán quân ở Anh nhiều năm liền. Vào năm 2007, "Umbrella" mang lại cho Rihanna đĩa đơn quán quân đầu tiên ở Anh; vào năm 2008, "Take A Bow" đem lại cho cô ấy cái thứ hai; năm 2009, "Run This Town" là thứ 3; vào năm 2010, "Only Girl (In the World)" mang đến cho cô đĩa đơn quán quân thứ 4 ở Anh.
Đĩa đơn "Only Girl (In The World)" sau đó còn giúp cô có được giải Grammy 2011 cho hạng mục bản thu âm nhạc Dance xuất sắc nhất. Ngay sau khi đĩa đơn "What's My Name?" xuống hạng, "S&M" ngay lập tức xuất hiện. Ngày 26 tháng 2 năm 2011, "S&M" chính thức bước vào top 10 Billboard và nhanh chóng giữ vị trí cao trong bảng xếp hạng này. Ca khúc tuy có giai điệu hay, nhưng MV bị cấm phát sóng trên nhiều quốc gia vì nội dung của MV này cho thấy hình ảnh Rihanna thác loạn, gây ảnh hưởng xấu đến trẻ em. Tuy vậy nó vẫn được trình chiếu rộng rãi trên MTV. Sau đó bản remix của ca khúc mà Rihanna hát cùng Britney Spears chính thức giành vị trí quán quân Billboard Hot 100 – đưa ca khúc này trở thành đĩa đơn quán quân thứ 10 trong sự nghiệp của cô ca sĩ trẻ. Tưởng chừng như cả album là 1 bữa tiệc nhạc dance tuyệt vời của cô ca sĩ da màu này. Tuy nhiên, đĩa đơn tiếp theo làm khá nhiều người lạ lẫm. "California King Bed" là ca khúc pop ballad nhẹ nhàng mà Rihanna đã tận dụng triệt để giọng hát cao vút và mạnh mẽ của mình. Tuy phần nhạc và video khá hấp dẫn, nhưng doanh thu của nó thật sự không như mong đợi. "California King Bed" cùng "Man Down" dừng bước ở nửa sau của bảng xếp hạng Billboard Hot 100. "Man Down" ra mắt đĩa đơn và video âm nhạc vào tháng 6 năm 2011. MV này bị nhiều người nhận xét là Rihanna chọn ý tưởng quá tồi và quá người lớn. Nội dung MV mô tả cô bị một người đàn ông lạm dụng tình dục và ngay sau đó cô bắn chết anh ta. Với video không được yêu thích cùng phần nhạc khá lạ lùng làm ca khúc này chỉ nằm ở vị trí 80, 90 ở Mỹ. Đĩa đơn "Cheers (Drink to That)" và video cho ca khúc đã được công bố. Ngày 26 tháng 8 năm 2011, ca khúc này đã nằm trong top 20 của Billboard.
Album phòng thu thứ sáu của cô, Talk That Talk được phát hành tháng 11 năm 2011 với hai bản bình thường và đặc biệt. Đĩa đơn mở đầu là "We Found Love", đứng đầu bảng xếp hạng Billboard Hot 100 trong 6 tuần và lọt vào top 10 ở 30 quốc gia. "You da One" được chọn làm đĩa đơn thứ hai của album. Đĩa đơn này khá thành công với việc lọt vào top 20 ở cả Anh và Mỹ."Talk That Talk", đĩa đơn thứ ba của album, hợp tác với ca sĩ nhạc rap Jay-Z, phát hành vào tháng 1 năm 2012. Theo sau đó là hai đĩa đơn hợp tác giữa cô và người bạn trai cũ Chris Brown trong phiên bản phối khí của "Birthday Cake" và "Turn Up the Music". Hai ca khúc này gây ra nhiều phản ứng trái chiều nhau do trước đó Chris Brown đã từng đánh đập Rihanna rất dã man, gây xôn xao dư luận về vấn đề bạo lực phụ nữ. "Where Have You Been", đĩa đơn thứ tư của Talk That Talk, cũng đã lọt vào top 20 ở nhiều quốc gia.

### 2012-2014: Đóng phim &Unapologetic

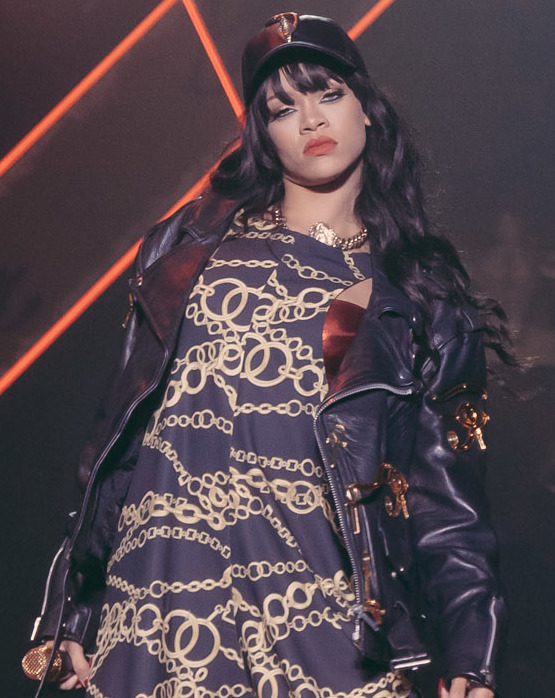
Rihanna biểu diễn tại Kollenfest 2012

Đầu năm 2012, hai bài hát Rihanna cộng tác với Coldplay và Drake lần lượt mang tên "Princess of China" (nằm trong album Mylo Xyloto) và "Take Care" (nằm trong album cùng tên) được trình làng. Tháng 2 cùng năm, cô cho phát hành nước hoa thứ hai mang thương hiệu của mình mang tên Rebelle. Trong thời gian đó, Rihanna đã thắng Giải Grammy cho Hợp tác rap/hát xuất sắc nhất tại lễ trao giải Grammy năm 2012. Đồng thời cô được bầu chọn là 'Nữ nghệ sĩ solo quốc tế xuất sắc nhất' tại BRIT Awards năm 2012 lần thứ hai liên tiếp. Tháng 3 cùng năm, Rihanna và Chris Brown cùng nhau hợp tác trong phiên bản remix của "Birthday Cake" (từ Talk That Talk) và "Turn Up the Music" (từ Fortune).
Về sự nghiệp phim ảnh, cô thủ vai Petty Officer (GM2) Cora Raikes trong bộ phim nhựa đầu tay của mình Chiến hạm dựa trên trò chơi cùng tên, phát hành ngày 18 tháng 5 năm 2012 tại Mỹ và được phát hành tại Việt Nam thông qua Megastar từ ngày 27 tháng 4. Với vai diễn này, cô được một Giải Mâm xôi vàng cho nữ diễn viên phụ tồi nhất và một Teen Choice Award. Rihanna cũng góp mặt trong phim tài liệu 3D Katy Perry: Part of Me của ca sĩ Katy Perry. Tháng 11 năm 2012, cô phát hành sản phẩm nước hoa thứ ba, Nude.
Album phòng thu thứ bảy của Rihanna, Unapologetic được phát hành ngày 19 tháng 11 năm 2012. Đây trở thành album đầu tiên của cô đạt vị trí Quán quân trên Billboard 200 của Hoa Kỳ với doanh số tuần đầu là 238.000. Hai đĩa đơn đầu tiên từ album, "Diamonds" và "Stay" đều lần lượt đạt hạng 1 và 3 trên Billboard Hot 100 của Mỹ. "Pour It Up" và "Right Now" được chọn làm đĩa đơn thứ ba và thứ tư trên toàn thế giới. Để quảng bá cho album, cô thực hiện mini-tour diễn 777 Tour gồm 7 buổi diễn tại 7 quốc gia. Tour diễn lớn thứ 5 mang tên Diamonds Worlds Tour bắt đầu từ tháng 3 năm 2013. Tháng 1 năm 2013, trong bài phỏng vấn với tạp chí Rolling Stone, cô thừa nhận mình đã quay lại với Chris Brown. Tuy nhiên đến tháng 5, nhiều nguồn tin đã đưa tin hai người lại chia tay. Tháng 2 năm 2013, Rihanna thắng Giải Grammy lần thứ 55 tại hạng mục "Video ca nhạc ngắn hay nhất" cho ca khúc "We Found Love" (2011). Ngày 31 tháng 5 năm 2013, Unapologetic trở thành album thứ 6 trong sự nghiệp của Rihanna được chứng nhận đĩa bạch kim ở Mỹ. Tháng 6 năm 2013, Rihanna xuất hiện trong phiên bản remix ca khúc "Bad" của ca sĩ hip hop Wale.
Rihanna tiếp tục tham gia đóng phim với bộ phim hài This Is the End dự định ra mắt tháng 6 năm 2013 và lồng tiếng vai Tip trong phim hoạt hình Happy Smekday! vào năm 2014.
Tháng 11, Rihanna lại một lần nữa là khách mời trong ca khúc "The Monster" trích từ album The Marshall Mathers LP 2 của Eminem, đánh dấu lần thứ 4 hai người hợp tác với nhau. "The Monster" đã đạt hạng nhất Billboard Hot 100, là đĩa đơn quán quân thứ năm của Eminem và là đĩa đơn quán quân thứ 13 của Rihanna, giúp cô có số đĩa đơn quán quân bằng với Michael Jackson.

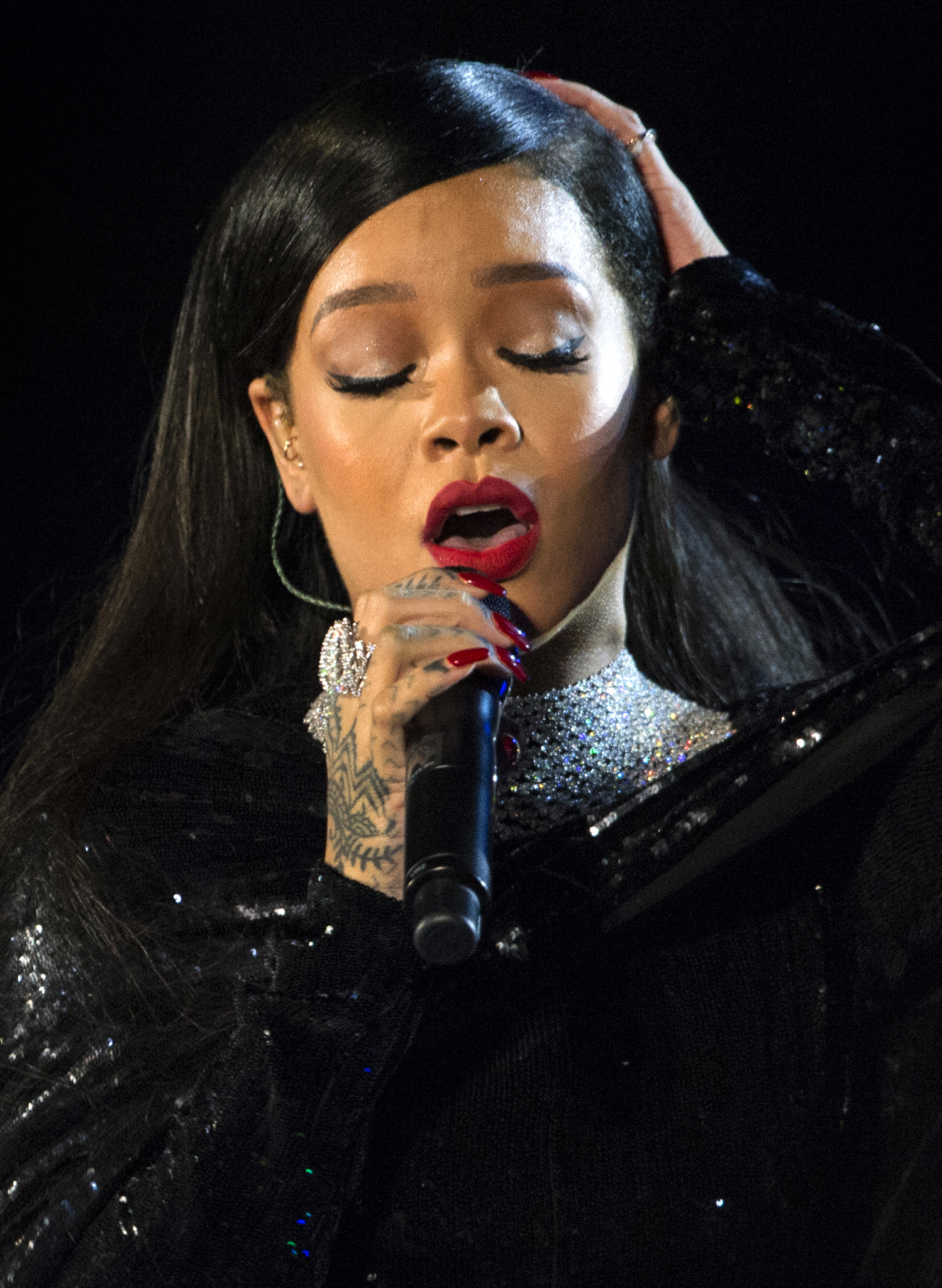
Rihanna trình diễn tại The Concert for Valor ở Washington, D.C vào tháng 1 năm 2014

Tháng 1 năm 2014, Rihanna trở thành khách mời trong một đĩa đơn của nữ ca sĩ người Colombia nổi tiếng Shakira, Can't Remember to Forget You. Bài hát lọt vào top 20 của hơn 25 quốc gia, trong đó có Hoa Kỳ và Vương quốc Anh. Hai tuần sau đó, Rihanna tiếp tục cho ra mắt đĩa đơn thứ 7 và cuối cùng trong Unapologetic, Jump.

### 2015:Homevà album phòng thu thứ 8
Tin tức về công việc của Rihanna trong album phòng thu thứ tám của cô bắt đầu vào năm 2014. Đĩa đơn đầu tiên từ album "FourFiveSeconds", cùng với Kanye West và Paul McCartney, được phát hành vào ngày 24 tháng 1 năm 2015. West tiết lộ rằng anh là nhà sản xuất cho album phòng thu thứ tám của Rihanna trên thảm đỏ lễ trao giải Grammy thường niên lần thứ 57. Cô cũng phát hành một album concept dựa trên bộ phim hoạt hình 3D Home (Hành trình trở về) trong đó cô đóng vai chính trong phim cùng với Jim Parsons, Steve Martin và Jennifer Lopez. "Towards the Sun" đã được phát hành như là đĩa đơn đầu tiên từ soundtrack của phim Home vào ngày 24 tháng 2 năm 2015. Ngay hôm sau, Rihanna tiếp tục phát hành đĩa đơn thứ hai "Feel the Lights". Cô sau đó phát hành đĩa đơn thứ hai từ album phòng thu thứ tám của cô "Bitch Better Have My Money", trình diễn nó lần đầu tiên tại iHeartRadio Music Awards lần thứ 2 vào ngày 29 tháng 3 năm 2015. Một bài hát mang tên "American Oxygen" ra mắt trên Tidal vào ngày 5 tháng 4 năm 2015. Bài hát sẽ thể hiện những được đặc trưng trong album sắp tới của cô.

### 2016-nay: Anti
Anti phát hành ngày 28 tháng 1 năm 2016, thông qua Westbury Road và Roc Nation. Rihanna bắt đầu lên kế hoạch cho đĩa thu âm này vào năm 2014, vào thời điểm cô rời khỏi hãng thu âm Def Jam và hợp tác cùng Roc Nation. Công việc tiếp tục diễn ra trong năm 2015, khi cô phát hành 3 đĩa đơn, trong đó có bài hát được khen ngợi "FourFiveSeconds" – dù bị loại khỏi danh sách bài hát sau cùng. Anti ra mắt dưới định dạng tải nhạc số miễn phí vào ngày 28 tháng 1 thông qua dịch vụ Tidal và trên các cửa hàng âm nhạc trực tuyến vào ngày 29 tháng 1.
Tại Hoa Kỳ, Anti đạt chứng nhận Bạch kim bởi Hiệp hội Công nghiệp ghi âm Hoa Kỳ (RIAA) chỉ sau 2 ngày phát hành, khi Samsung mua lại 1 triệu bản trong lúc album này được tải nhạc số miễn phí, là một phần trong bản hợp đồng 25 triệu đô-la Mỹ cùng Rihanna vào năm 2015. Album mở đầu ở vị trí thứ 27 trên Billboard 200 vào ngày 1 tháng 2 năm 2016. Dù vượt 1.4 triệu bản tải nhạc số từ Tidal, Billboard và Nielsen Music không công nhận lượng doanh số này, vì chúng được Samsung chi trả. Theo số liệu của Nielsen,[cần dẫn nguồn] chỉ có 460 đĩa nhạc thực được tiêu thụ tại Hoa Kỳ, cùng 4.7 triệu lượt truyền dữ liệu và 126.000 điểm theo bài hát, với tổng cộng 15.896 đơn vị tương đương. Doanh số album thực ít ỏi được công bố chỉ sau vài tiếng kết thúc đợt tải miễn phí. Tuần kế tiếp, Anti dẫn đầu bảng xếp hạng với 166.000 đơn vị album tương đương, trong đó có 124.000 bản doanh số thực. Album đánh dấu lần nhảy hạng lớn nhất tại Billboard 200 trong 8 năm và trở thành album quán quân thứ hai của Rihanna. Album cũng đứng đầu bảng xếp hạng R&B/Hip-Hop Albums.
"Work", hợp tác với rapper người Canada Drake, được phát hành như là đĩa đơn đầu tiên của Anti; nó đạt vị trí số một trên Billboard Hot 100 và trở thành đĩa đơn quán quân thứ 14 của Rihanna tại Mỹ. Để quảng bá album, cô bắt tay vào thực hiện Anti World Tour vào tháng 3 năm 2016.
Trong năm 2016, Rihanna đã được hợp tác với một số nghệ sĩ. Đĩa đơn hợp tác đầu tiên là "Famous" của Kanye West, nơi Rihanna góp giọng với tư cách là khách mời không được công nhận. Sau đó, cô chính thức xuất hiện trên "This Is What You Came For" của Calvin Harris, đó là một thành công. Vào tháng 6 năm 2016, Rihanna phát hành "Sledgehammer", một đĩa đơn từ nhạc phim Star Trek Beyond. Vào ngày 28 tháng 8 năm 2016, Rihanna đã được vinh danh ở giải thưởng Michael Jackson Video Vanguard tại Giải thưởng Video âm nhạc MTV 2016 sau khi biểu diễn nhiều bài hát khác nhau của cô.
Rihanna đã phát hành một số đĩa đơn hợp tác trong năm 2017. Đầu tiên, cô là phần nổi bật trong "Selfish", đĩa đơn chính trong album phòng thu thứ sáu "Future" của rapper Hndrxx. Mùa hè năm 2017 chứng kiến sự hợp tác của Rihanna với nhà sản xuất thu âm DJ Khaled, "Wild Thoughts", và là một thành công trên toàn thế giới, tiếp theo là "Loyalty" của Kendrick Lamar, đã giành được giải thưởng Grammy 2017 của cô. Vào tháng 11 năm 2017, Rihanna là một phần của đĩa đơn trở lại "Lemon" của N.E.R.D trong album No One Ever really Dies.

## Phong cách nghệ thuật
Tập 65 của loạt sách Contemporary Black Biography có ghi rằng "Rihanna được đánh giá là một diva Rhythm and blues (R&B) hiện ra từ thế giới Caribbean". Khi trở thành một hiện tượng quốc tế, Rihanna được biết đến với màu sắc của nhạc R&B với nhạc Caribbean, như là reggae và dancehall. Peter Coulter của báo Antrim Times nhận xét rằng "[Rihanna] có một giọng hát thật tuyệt vời khi biểu diễn các bản acoustic, cô chỉ cần thu hút khán giả trong live show là đủ rồi." Trong thời gian debut của cô, các nhà phê bình nhắc đến cô như một nữ hoàng bubblegum pop" và "teen pop." Larry Meyler của báo The Sun nói rằng "Rihanna dù có xấu thì vẫn giỏi" và rằng cô đã "[vứt] bỏ hình ảnh 'teen pop' bằng một phong cách sôi động trên sân khấu." Trong khi biểu diễn tại Ottawa Bluesfest, Denis Armstrong của báo điện tử Canadian Online Explorer nhận xét buổi biểu diễn của cô và nói "buổi trình diễn của cô ấy là một màn biên đạo múa tuyệt vời mang phong cách Disney nhưng lại xen thêm nhịp nhảy chuyển động không ngừng, điệu bộ tươi tắn và sự chiều chuộng khán giả, nhịp điệu vui vẻ, đó đều là những hit tuyệt vời." Sau khi công bố hình ảnh mới trong chuyến lưu diễn đầu tiên của mình, cô có bị chỉ trích vì bộ đồ da ôm sát vào mỗi buổi diễn. Một nhận xét từ báo The Times so sánh phong cách sân khấu của Rihanna với Janet Jackson. Người phóng viên này đã miêu tả trang phục của cô như "một cách nhìn cao cấp hơn của Ann Summers trong đôi bốt cao đến đùi và một ít mảnh vải từ nhựa PVC đen." Stuart Derdeyn của The Province nhận xét rằng "ngay cả với phong cách thời trang cao cấp của B&D rõ ràng đã đốt cháy mọi người, cô vẫn đi theo con đường trở thành một Janet Jackson mới."
Phong cách âm nhạc của Rihanna thay đổi suốt trong thời gian cô phát hành 3 album của mình. Cô ban đầu được giới thiệu vào thị trường âm nhạc như một ca sĩ reggae, nhưng từ khi cô đến với sân khấu âm nhạc chuyên nghiệp trong năm 2005, cô đã chuyển sang phong cách pop, R&B đương đại và dance. Âm nhạc của cô bao gồm nhiều phong cách và thể loại âm nhạc khác nhau, bao gồm R&B đương đại, dance-pop và chất nhạc Caribbean từ điệu reggae và dance. Với việc phát hành album Music of the Sun và đĩa đơn đầu tay "Pon de Replay", Jason Birchmeier của Allmusic mô tả phong cách âm nhạc của Rihanna là "sự tổng hợp điệu Caribbean và một chút chất dance-pop thị trường, nếu các bạn nghe thử." Rihanna đã tận dụng "nhịp điệu dance và cách hát reggae." NME mô tả ca sĩ này là một "sự pha trộn bốc lửa giữa dance, reggae và R&B đương đại." Barry Walters của tờ Rolling Stone nhận xét album A Girl Like Me của Rihanna mang "chút dance nhẹ và màu sắc thú vị của R&B."  Sau khi phát hành Good Girl Gone Bad, Andy Kellman của Allmusic công nhận Rihanna là một "biểu tượng pop đang lên." Kelefa Sanneh của The New York Times mô tả hit "Umbrella" của cô là một sự kết hợp giữa pop nhẹ với hip-hop, một bản tình ca tươi mới giàu những âm độ ngắt quãng đột ngột và sự đau đớn có chủ ý trong giọng hát của Rihanna.
Album đầu tay của cô ấy được hợp tác sản xuất bởi 2 nhân vật gạo cội trong làng nhạc pop là Evan Rogers và Carl Sturken, người đã phát hiện ra tài năng của cô. Sturken và Rogers hợp tác với Rihanna rất nhiều lần, bao gồm đĩa đơn đầu tay của cô "Pon de Replay", họ đã giúp cô khởi đầu sự nghiệp của mình với reggae và dance-pop, hợp tác làm tiếp album thứ 2. Rihanna sau đó gia nhập vào cánh cửa nhạc pop và R&B đương đại với nhà sản xuất âm nhạc Stargate và ca sĩ-nhạc sĩ Ne-Yo trong bài hát "Unfaithful", lấy mẫu giọng, bass và trống từ đĩa đơn "Tainted Love" của Soft Cell năm 1981 vào đĩa đơn "SOS". Với các bài hát như "Kisses Don't Lie" và "Shut Up and Drive", phong cách âm nhạc của cô bắt đầu có thêm một chút rock. Không giống như Music of the Sun hoặc A Girl Like Me, album thứ ba của cô mang đậm chất dance-pop hơn và có một chút dancehall, reggae và phong cách ballad từ các album trước đó. Cô có nhiều phong cách âm nhạc khác nhau từ pop-reggae nhanh nhẹn trong "Pon De Replay" đến phong cách âm nhạc của thập niên 80 là một làn sóng mới trong các câu lạc bộ đêm tại đĩa đơn "SOS", rồi đến luồng không khí gôthic ly kỳ trong bản tình ca Unfaithful". Hầu hết các bản tình ca đều mang một ít ballad, cộng thêm nhịp độ pop vừa phải, và tận dụng một chút R&B vốn là đặc trưng của nhà sản xuất Stargate và nhạc sĩ Ne-Yo. Một số bài hát dance-pop nhịp nhanh bao gồm hợp tác sản xuất của Carl Sturken và Evan Rogers, Christopher "Tricky" Stewart và J. R. Rotem.
Rihanna sở hữu chất giọng mezzo-soprano (nữ trung) với âm vực từ B2 đến C#6.

## Đời tư
Rihanna hiện đang sở hữu một căn hộ penthouse trị giá 14 triệu đô-la Mỹ tại Manhattan, New York. Cô cũng mua một ngôi nhà ở Tây London với giá 7 triệu bảng vào tháng 6 năm 2018, để tiện công việc hơn với nhãn hiệu thời trang FENTY. Vào tháng 12 năm 2018, Rihanna đã bán căn biệt thự Hollywood Hills của mình sau khi bị trộm đột nhập sáu tháng trước đó. Tòa biệt thự được cho là được bán với giá 10,4 triệu đô-la Mỹ.
Rihanna đã từng hẹn hò với Drake từ năm 2009 đến năm 2016. Trong một cuộc phỏng vấn vào tháng 1 năm 2013 với tạp chí Rolling Stone, Rihanna xác nhận rằng cô đang nhen nhóm mối quan hệ tình cảm giữa mình với Chris Brown, mặc dù anh ta vẫn bị quản thúc vì sự cố bạo lực gia đình năm 2009. Sự xác nhận theo sau những đồn đoán truyền thông dai dẳng trong suốt năm 2012 liên quan đến cuộc hội ngộ của cặp đôi này. Trong một cuộc phỏng vấn tháng 5 năm 2013, Brown nói rằng anh và Rihanna chia tay. Rihanna bắt đầu mối quan hệ với doanh nhân Ả Rập Saudi Hassan Jameel vào năm 2017. Cặp đôi đã chia tay vào tháng 1 năm 2020. Năm 2021, Rihanna và rapper A$AP Rocky đã công khai hẹn hò. Đến ngày 19 tháng 5 năm 2022, Rihanna đã sinh con đầu lòng.
Ngày 12 tháng 2 năm 2023, trong buổi biểu diễn giữa hiệp của Super Bowl LVII, Rihanna tiết lộ rằng cô đang mang bầu lần hai, trở thành nghệ sĩ đầu tiên tham gia biểu diễn chương trình giữa hiệp của Super Bowl khi đang có bầu. Thông tin về việc cô có con thứ hai đã được tạp chí Vogue của Anh xác nhận trên chuyên trang chuyện nghệ sĩ bao gồm gia đình của cô, được ra mắt sau buổi biểu diễn của cô tại Super Bowl. Ngày 1 tháng 8 cùng năm, Rihanna hạ sinh đứa con thứ hai.

## Danh sách đĩa nhạc

### Album phòng thu
- Music of the Sun (2005)
- A Girl like Me (2006)
- Good Girl Gone Bad (2007) & Good Girl Gone Bad: Reloaded (2008)
- Rated R (2009)
- Loud (2010)
- Talk That Talk (2011)
- Unapologetic (2012)
- Anti (2016)

## Các tour diễn
- Rihanna: Live in Concert (2006)
- Good Girl Gone Bad Tour (2007–2009)
- Last Girl on Earth Tour (2010–2011)
- Loud Tour (2011)
- Diamonds World Tour (2013)
- Anti World Tour (2016)

## Giải thưởng và đề cử
| Năm  | Đề cử / Tác phẩm                                    | Giải thưởng                                                | Kết quả   |
| ---- | --------------------------------------------------- | ---------------------------------------------------------- | --------- |
| 2008 | "Umbrella" (hát với Jay-Z)                          | Thu âm của năm                                             | Đề cử     |
| 2008 | "Umbrella" (hát với Jay-Z)                          | Hợp tác Rap/Hát hay nhất                                   | Đoạt giải |
| 2008 | "Don't Stop the Music"                              | Thu âm nhạc Dance hay nhất                                 | Đề cử     |
| 2008 | "Hate That I Love You" (hát với Ne-Yo)              | Thể hiện R&B bằng giọng hát bởi cặp song ca hoặc nhóm nhạc | Đề cử     |
| 2009 | "If I Never See Your Face Again" (hát với Maroon 5) | Hợp tác hát Pop hay nhất                                   | Đề cử     |
| 2009 | "Disturbia"                                         | Thu âm nhạc Dance hay nhất                                 | Đề cử     |
| 2009 | Good Girl Gone Bad Live                             | Video âm nhạc dài hay nhất                                 | Đề cử     |
| 2010 | "Run This Town" (hát với Jay-Z và Kanye West)       | Hợp tác Rap/Hát hay nhất                                   | Đoạt giải |
| 2010 | "Run This Town" (hát với Jay-Z và Kanye West)       | Bài hát Rap xuất sắc nhất                                  | Đoạt giải |
| 2011 | "Love the Way You Lie" (hát với Eminem)             | Thu âm của năm                                             | Đề cử     |
| 2011 | "Love the Way You Lie" (hát với Eminem)             | Hợp tác Rap/Hát hay nhất                                   | Đề cử     |
| 2011 | "Love the Way You Lie" (hát với Eminem)             | Video âm nhạc ngắn hay nhất                                | Đề cử     |
| 2011 | "Only Girl (In the World)"                          | Thu âm nhạc Dance hay nhất                                 | Đoạt giải |
| 2012 | Loud                                                | Album của năm                                              | Đề cử     |
| 2012 | Loud                                                | Album giọng Pop xuất sắc nhất                              | Đề cử     |
| 2012 | "What's My Name?" (hát với Drake)                   | Hợp tác Rap/Hát hay nhất                                   | Đề cử     |
| 2012 | "All of the Lights" (hát với Kanye West)            | Hợp tác Rap/Hát hay nhất                                   | Đoạt giải |
| 2012 | "All of the Lights" (hát với Kanye West)            | Bài hát Rap xuất sắc nhất                                  | Đoạt giải |
| 2013 | "Talk That Talk" (hát với Jay-Z)                    | Hợp tác Rap/Hát hay nhất                                   | Đề cử     |
| 2013 | "Where Have You Been"                               | Màn trình diễn pop xuất sắc nhất                           | Đề cử     |
| 2013 | "We Found Love" (phối hợp với Calvin Harris)        | Video ca nhạc ngắn hay nhất                                | Đoạt giải |
| 2015 | "The Monster" (hát với Eminem)                      | Hợp tác Rap/Hát hay nhất                                   | Đoạt giải |